# Jean Durand (homme politique, 1907-1992)
Pour les articles homonymes, voir Jean Durand et Durand.
Jean Durand, né le 6 janvier 1907 à Génissac et mort le 20 février 1992 à Tizac-de-Curton, est un homme politique français. 

## Détail des fonctions et des mandats
Mandat parlementaire
- 7 novembre 1948 - 19 juin 1955 : Sénateur de la Gironde